# Poezjomat

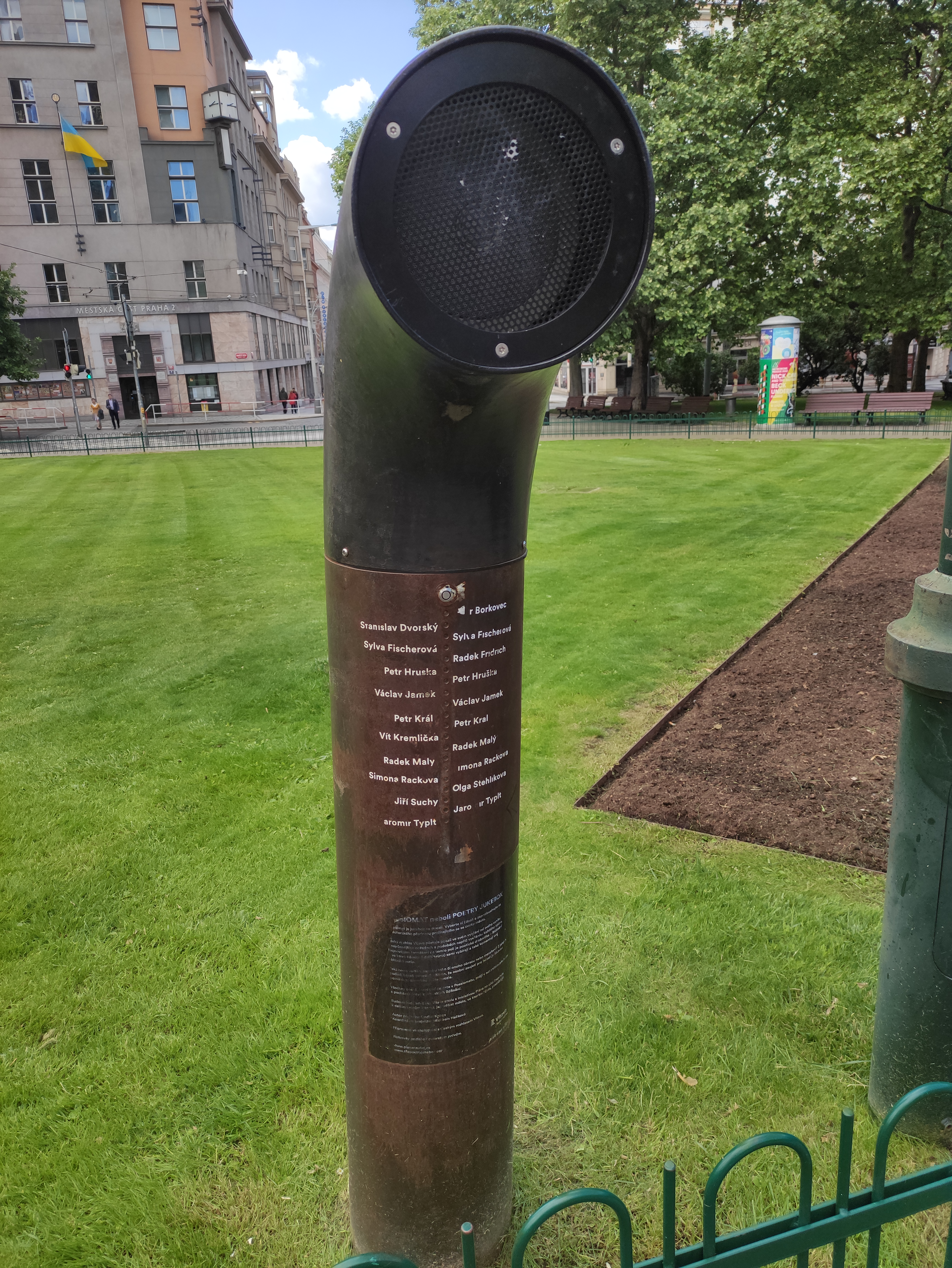
Pierwszy poezjomat, działający od 2015 roku na placu Pokoju w Pradze (2022)

Poezjomat (ang. Poetry jukebox, cz. poesiomat) – urządzenie odtwarzające nagrany tekst (głównie poezję). Rodzaj szafy grającej, przeznaczonej do odsłuchiwania odczytów wierszy.

## Historia
Poezjomat stanowi urządzenie o formie wystającej z ziemi zakrzywionej rury, przypominającej peryskop, z wylotem zasłoniętym kratką.
Pierwszy poezjomat został ustawiony w 2015 roku na placu Pokoju w Pradze, z inicjatywy czeskiego działacza kulturalnego i właściciela artystycznej kawiarni „V Lese”, Ondreja Kobzy. W celu budowy urządzenia zorganizował publiczną zbiórkę pieniędzy, w ramach której uzbierał na ten cel około 200 tys. koron czeskich (około 30 tys. zł). Inauguracji działalności urządzenia dokonali czeski minister kultury Daniel Herman oraz burmistrzyni dzielnicy Praga 2 Jana Černochová. Nagrania na potrzeby poezjomatu, zostały udostępnione przez rozgłośnię Český rozhlas Vltava funkcjonującej w ramach publicznego Czeskiego Radia. Do poetów, których utwory są odtwarzane w tym poezjomacie, należą: Vladimír Holan, Ivan Martin Jirous, Egon Bondy, Jáchym Topol, Zbyněk Hejda i Jaroslav Seifert.
Urządzenia w latach 2015–2024 były instalowane w około 50 lokalizacjach na całym świecie, w tym m.in. w Nowym Jorku i Brukseli.

## Poezjomat w Polsce

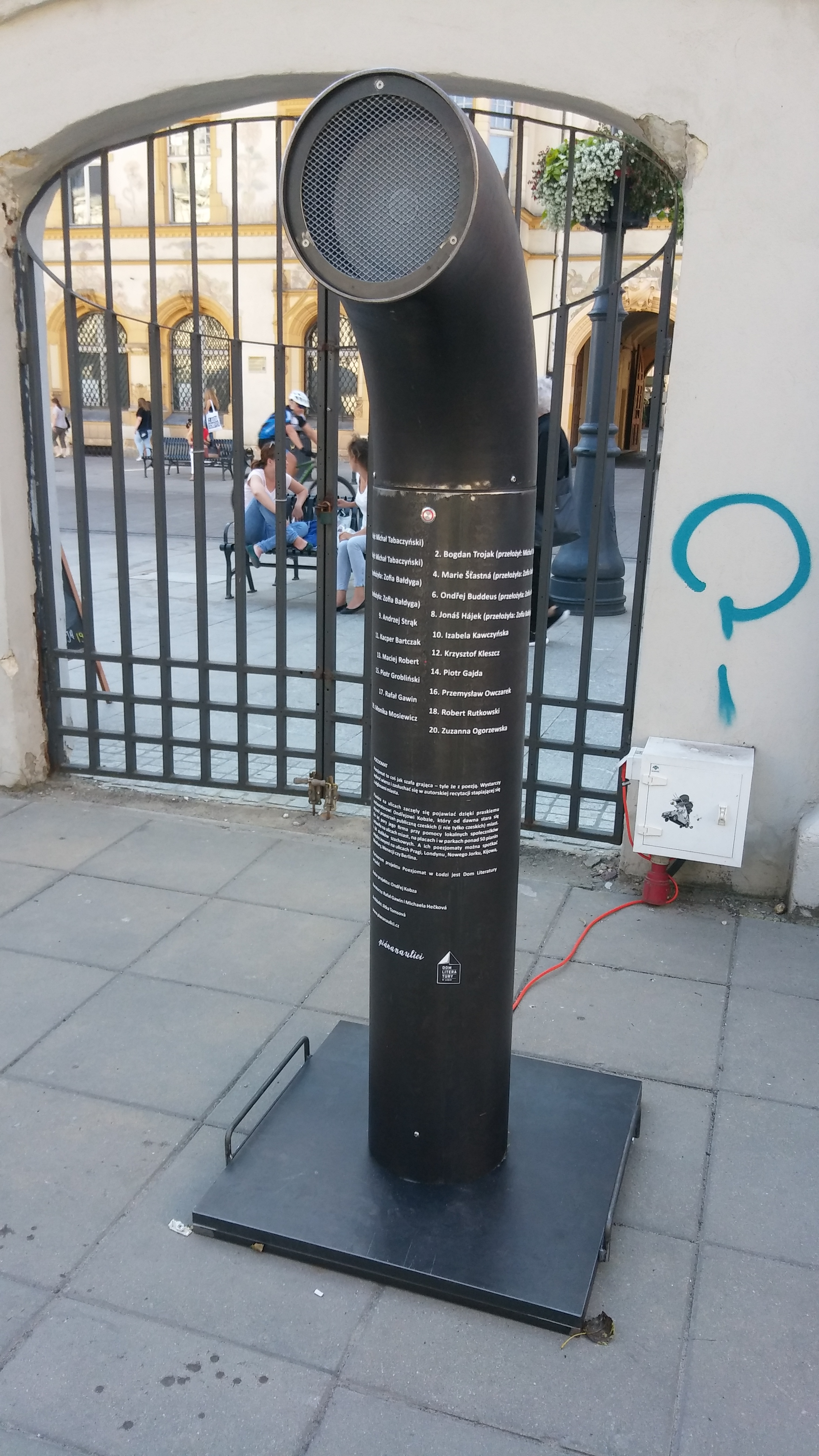
Pierwszy poezjomat w Polsce, Off Piotrkowska (2016)

Pierwszy poezjomat w Polsce, został ustawiony 23 sierpnia 2016 roku na Off Piotrkowskiej w Łodzi, z inicjatywy Domu Literatury w Łodzi i funkcjonował do końca października 2016 roku. Urządzenie emitowało wiersze dwunastu poetów związanych z województwem łódzkim oraz ośmiu pochodzących z Czech. Wśród odtwarzanych artystów, można było wybrać wiersze takie jak m.in.: „Wieczór autorski w Łodzi” Andrzeja Strąka, „I już” Rafała Gawina, „Organizm i wiersz” Kacpra Bartczaka, „Apokryf” Piotra Gajdy, „Nasze życie jest obliczone…” Piotra Groblińskiego, „Tramwaj się” Przemysława Owczarka, „Chojny, Komorniki” Macieja Roberta, „Paciamcia” Moniki Mosiewicz, „Eternity” Krzysztofa Kleszcza, „Grudzień, późny wieczór” Roberta Rutkowskiego, „Na wysokościach, na kolanach, niebo” Izabeli Kawczyńskiej i „Gra w Bałuty” Zuzanny Ogorzewskiej, a także twórczość czeskich poetów, takich jak: Radek Malý, Bogdan Trojak, Petr Borkovec, Marie Šťastná, Jan Těsnohlídek, Ondřej Buddeus, Kateřina Rudčenková, Jonáš Hájek, w przekładzie Zofii Bałdygi i Michała Tabaczyńskiego.